# Cyclodictyon obliquicuspis
Cyclodictyon obliquicuspis là một loài rêu trong họ Pilotrichaceae. Loài này được (Müll. Hal.) H.A. Crum & E.B. Bartram mô tả khoa học đầu tiên năm 1958.